# 二十億光年の孤独
『二十億光年の孤独』（にじゅうおくこうねんのこどく）とは、1952年6月に刊行された谷川俊太郎の処女詩集。タイトルは収録された同名の作品からとられている。
広漠たる宇宙の中の地球という小天体の上で、生きている人類の孤独の姿を、清潔で無造作な心でうたった詩集。

## 概要
『二十億光年の孤独』は、谷川が21歳の時に東京創元社より刊行された第一詩集で、作品は、谷川が17歳のときから執筆していた詩の一部を収録している。三好達治による序文がある。
編集者の山田馨によれば、谷川俊太郎は高校を卒業後、大学に進学せずに模型飛行機づくりとラジオの組み立てと詩作の趣味に没頭していた。父親の谷川徹三に将来について問われ、詩を書いた2冊のノートを見せたところ、徹三は衝撃を受けて友人で詩人の三好達治の元にノートを送る。三好はノートから6編の詩を選び文芸雑誌『文學界』に推薦、1950年12月号に「ネロ　他五篇」として掲載された。その詩を読んだ雲井書店の社主が単行本として出版することを申し出て、50篇の詩を選んで紙型を用意するところまでいったものの会社が倒産、その紙型を徹三が買い取るかたちをとり、1952年6月に創元社から刊行された。
大岡信は『二十億光年の孤独』を書いた谷川を、「社会の仕組みを知る前に、深く、天体の、あるいは宇宙の仕組みを感じとってしまった少年の、愁いを帯びつつ、しかし決して涙で曇ったりしてはいない、孤独でしかも明るいまなざし」と評した。
「二十億光年の孤独」と「ネロ」は、木下牧子による合唱曲『地平線のかなたへ』の第3曲と第5曲の詞となった。山本純ノ介も「二十億光年の孤独」「はる」などを詞とする合唱曲作品『二十億光年の孤独』(1997年)を作曲している。
1996年には北星堂書店より、W.I.エリオット、川村和夫による英訳『Two Billion Light-Years of Solitude』が刊行されている。他にクリスティーナ・ラスコンによるスペイン語訳、ディエゴ・マルティーナによるイタリア語訳、田原による中国語訳がある。

## 作品
- 生長
- わたくしは
- 運命について
- 世代
- 大志
- 絵
- 霧雨
- 春
- 停留所で
- 祈り
- かなしみ
- 飛行機雲
- 地球があんまり荒れる日には
- 西暦一九五〇年 三月
- 警告を信ずるうた
- 一本のこうもり傘
- 電車での素朴な演説
- 机上即興
- 郷愁
- 宿題
- 周囲
- 夜
- はる[注釈 1]
- 和音
- 灰色の舞台
- 博物館
- 二十億光年の孤独
- 日日
- それらがすべて僕の病気かもしれない
- 五月の無智な街で
- 病院
- 秘密とレントゲン
- 梅雨
- ネロ[注釈 2]
- 夕立前
- 演奏
- メス
- 曇り日に歩く
- 暗い翼
- 風
- 現代のお三時
- 山荘だより 1
- 山荘だより 2
- 山荘だより 3
- 山荘だより 4
- 埴輪
- 静かな雨の夜に
- 一九五一年一月
- 曇
- 初夏

### 二十億光年の孤独
作品「二十億光年の孤独」は、3行、5行、2行4連による6連構成の自由詩である。文中、「地球」「火星」という二つの言葉が用いられるが、この言葉は同詩集の「地球があんまり荒れる日には」でも用いられている。
作品は、谷川によれば1950年5月1日に執筆された。二十億光年という距離は、当時の谷川の知識の範囲内にある宇宙の直径を意味している。
作品は東京書籍の教科書「新編国語総合」で学習材となるとともに、2016年NHK高校講座「国語総合」の学習材にもなった。講師の渡部真一は、「ネリリ」「キルル」「ハララ」という火星語を、地球人のように眠り、起き、働く想像上の火星人の姿をユーモアの心で表現したと解説している。また渡部は、この詩のテーマについて、「最も素朴で根源的な意味での孤独感」「宇宙に存在していることからそのまま生じてしまう孤独感」と解説した。
谷川は『詩を書くこと:日常と宇宙と』の中で、自我に目覚める時季に「自分がいる場所はどういう場所か、自分の座標を決めたい」という気持ちが強かった、社会の中の自分よりも先に宇宙の中の自分を意識した、と述べている。